# Хаміт Каплан
Хаміт Каплан (тур. Hamit Kaplan; нар. 20 вересня 1933, Хамамезю, провінція Амасья — 5 січня 1976, Чорум, провінція Чорум) — турецький борець вільного та греко-римського стилів, чемпіон, дворазовий срібний та бронзовий призер чемпіонатів світу, бронзовий призер Кубку світу, чемпіон, срібний та бронзовий призер Олімпійських ігор з вільної боротьби, срібний та триразовий бронзовий призер чемпіонатів світу з греко-римської боротьби. У 2011 році введений до Всесвітньої Зали слави Міжнародної федерації об'єднаних стилів боротьби.

## Життєпис
За національністю черкес. У вільну боротьбу прийшов юним, але вже мав за плечима досвід народної боротьби.
Загинув в автокатастрофі поблизу Чорума у віці 42 років. В рідному місті видатного борця відкрито музей Хаміта Каплана.

## Спортивні результати на міжнародних змаганнях

### Виступи на Олімпіадах
| Змагання                    | Збірна    | Вагова категорія                    | Місце  |
| --------------------------- | --------- | ----------------------------------- | ------ |
| Літні Олімпійські ігри 1956 | Туреччина | вільна боротьба, понад 87 кг        | Золото |
| Літні Олімпійські ігри 1956 | Туреччина | греко-римська боротьба, понад 87 кг | 4      |
| Літні Олімпійські ігри 1960 | Туреччина | вільна боротьба, понад 87 кг        | Срібло |
| Літні Олімпійські ігри 1964 | Туреччина | вільна боротьба, понад 97 кг        | Бронза |
| Літні Олімпійські ігри 1964 | Туреччина | греко-римська боротьба, понад 97 кг | AC     |

### Виступи на Чемпіонатах світу
| Змагання                        | Збірна    | Вагова категорія                    | Місце  |
| ------------------------------- | --------- | ----------------------------------- | ------ |
| Чемпіонат світу з боротьби 1955 | Туреччина | греко-римська боротьба, понад 87 кг | Бронза |
| Чемпіонат світу з боротьби 1957 | Туреччина | вільна боротьба, понад 87 кг        | Золото |
| Чемпіонат світу з боротьби 1958 | Туреччина | греко-римська боротьба, понад 87 кг | Бронза |
| Чемпіонат світу з боротьби 1959 | Туреччина | вільна боротьба, понад 87 кг        | Срібло |
| Чемпіонат світу з боротьби 1961 | Туреччина | вільна боротьба, понад 87 кг        | Срібло |
| Чемпіонат світу з боротьби 1961 | Туреччина | греко-римська боротьба, понад 87 кг | Срібло |
| Чемпіонат світу з боротьби 1962 | Туреччина | вільна боротьба, понад 97 кг        | 4      |
| Чемпіонат світу з боротьби 1962 | Туреччина | греко-римська боротьба, понад 97 кг | 4      |
| Чемпіонат світу з боротьби 1963 | Туреччина | вільна боротьба, до 97 кг           | Бронза |
| Чемпіонат світу з боротьби 1963 | Туреччина | греко-римська боротьба, до 97 кг    | Бронза |

### Виступи на Кубках світу
| Змагання                    | Збірна    | Вагова категорія             | Місце  |
| --------------------------- | --------- | ---------------------------- | ------ |
| Кубок світу з боротьби 1958 | Туреччина | вільна боротьба, понад 87 кг | Бронза |

### Виступи на інших змаганнях
| Змагання                    | Збірна    | Вагова категорія                    | Місце  |
| --------------------------- | --------- | ----------------------------------- | ------ |
| Середземноморські ігри 1955 | Туреччина | греко-римська боротьба, понад 97 кг | Золото |
| Середземноморські ігри 1959 | Туреччина | вільна боротьба, понад 97 кг        | Золото |